# Скоро (фільм, 1999)
«Скоро» (англ. Coming Soon) — американська молодіжна кінокомедія 1999 року режисера Колетт Берсон.

## Сюжет
У центрі сюжету комедії — три випускниці школи Стрім, Дженні та Нелл, які до закінчення школи намагаються здобути сексуальний досвід, визначитися зі своїми уподобаннями, знайти партнера для серйозних стосунків та визначитися зі своїм майбутнім.

## В ролях
| Актор            | Роль             |
| ---------------- | ---------------- |
| Бонні Рут        | Стрім Годселл    |
| Гебі Гоффманн    | Дженні Саймон    |
| Тріша Вессі      | Нелл Келлнер     |
| Раян Рейнольдс   | Генрі Ліпшиц     |
| Міа Ферроу       | Джуді Годселл    |
| Раян О'Ніл       | Дік Годселл      |
| Ясмін Бліт       | Мімі             |
| Сполдінг Грей    | містер Дженнінгс |
| Пітер Богданович | Бартоломео       |
| Джеймс Родей     | Чад              |
| Ештон Кутчер     | Луї              |

## Сприйняття
Фільм отримав загалом негативні відгуки. На Rotten Tomatoes його оцінка 29% від 7 оглядачів та 26% від більш ніж 1000 глядачів.

## Цікавий факт
Для просування фільму «Скоро» його описували як «Американський пиріг для дівчат», хоча фільм «Скоро» вийшов на три місяці раніше від більш комерційно успішного фільму «Американський пиріг».